# Honningsvågtunneln
Honningsvågtunneln (norska: Honningsvågtunnelen) är en tunnel på ön Magerøya i Nordkapps kommun i Finnmark fylke i norra Norge. Den utgör en del av Europaväg 69 och öppnades för trafik den 15 juni 1999.
Tillsammans med Nordkapstunneln har den ersatt den numera nedlagda färjetrafiken mellan Kåfjord och Honningsvåg.